# Élections municipales françaises de 1971
 (décembre 2019).
Si vous disposez d'ouvrages ou d'articles de référence ou si vous connaissez des sites web de qualité traitant du thème abordé ici, merci de compléter l'article en donnant les références utiles à sa vérifiabilité et en les liant à la section « Notes et références ».
Les élections municipales de 1971 ont lieu les 14 et 21 mars.

## Résultats
Le PCF gagne notamment Amiens, Arles, Calais, Dieppe, Firminy, Sèvres. Tandis que le PS gagne La Rochelle, Laval, Pau mais perd Toulouse, Romans-sur-Isère, Aurillac, Agde, Narbonne, Arles.
| Tendances              | Nombres d'élus | Pourcentage d'élus par parti |
| ---------------------- | -------------- | ---------------------------- |
| Extrême gauche         | 9 536          | 2,0 %                        |
| PCF                    | 20 316         | 4,3 %                        |
| PS                     | 42 172         | 9,0 %                        |
| Parti radical          | 20 187         | 4,3 %                        |
| Divers gauche          | 87 878         | 18,8 %                       |
| UDR                    | 48 583         | 10,4 %                       |
| RI                     | 26 694         | 5,7 %                        |
| CDP                    | 10 229         | 2,1 %                        |
| CD                     | 15 520         | 3,3 %                        |
| Modérés pro-majorité   | 141 891        | 30,4 %                       |
| Modérés pro-opposition | 43 673         | 9,3 %                        |
| Total                  | 466 682        | 100 %                        |
| Source : Quid          |                |                              |

## L'élection dans les grandes villes

### Aix-en-Provence
Maire sortant : Félix Ciccolini (PS) 1967-1971
| Tête de liste             | Liste                                               | 1er tour | 1er tour | 2d tour | 2d tour | Sièges |
| Tête de liste             | Liste                                               | Voix     | %        | Voix    | %       | Sièges |
| ------------------------- | --------------------------------------------------- | -------- | -------- | ------- | ------- | ------ |
| G. Collomb                | PCF                                                 |          | 15,38 %  |         | 22,71 % |        |
| Félix Ciccolini           | “Union Démocratique et Sociale” (PS-RAD-CD-SE)      |          | 34,98 %  |         | 77,29 % | 37     |
| Henri Mouret              | Liste modérée (DVD/ex-PS-CD diss.-CNIP)             |          | 26,44 %  |         |         |        |
| Émile Arrighi de Casanova | Liste de la “Majorité” (UDR-CDP-RI-DVD-PS diss.-CD) |          | 23,30 %  |         |         |        |

### Albi
- Maire sortant : Laurent Mathieu (CDP) 1959-1971

| Tête de liste   | Liste                           | 1er tour | 1er tour | Sièges |
| Tête de liste   | Liste                           | Voix     | %        | Sièges |
| --------------- | ------------------------------- | -------- | -------- | ------ |
|                 | Union de la gauche (PS-PCF-RDG) |          | 38,4 %   |        |
| Laurent Mathieu | (CDP-UDR-RI)                    |          | 61,5 %   |        |

### Amiens
- René Lamps, Union de la gauche : Parti communiste français (PCF) - Parti socialiste (PS) - Convention des institutions républicaines (CIR)
- Maurice Vast (DVG) (ex-PS/SFIO) - Union des démocrates pour la République (UDR) - Centre national des indépendants et paysans (CNIP) - Centre démocrate (CD)

premier tour : Inscrits : 67348. Votants : 51425. Exprimés : 50079
second tour : 60022. Votants : 56212. Exprimés : 54904
| Tête de liste | Liste                                  | 1er tour | 1er tour | 2d tour | 2d tour | Sièges |
| Tête de liste | Liste                                  | Voix     | %        | Voix    | %       | Sièges |
| ------------- | -------------------------------------- | -------- | -------- | ------- | ------- | ------ |
| René Lamps    | PCF – Union de la gauche (PS-CIR)      | 23 534   | 46,99 %  | 29 617  | 53,96 % | 37     |
| Maurice Vast  | DVG (SFIO dissident) - UDR - CD - CNIP | 19 277   | 38,49 %  | 25 287  | 46,03 % | -      |
| Delay         | Sans étiquette                         | 3 700    | 7,38 %   |         |         |        |
| Martelle      | Sans étiquette                         | 3 568    | 7,12 %   |         |         |        |

### Angoulême
Maire sortant : Roland Chiron (CNIP) 1970-1971
| Tête de liste | Liste                                | 1er tour | 1er tour |
| Tête de liste | Liste                                | Voix     | %        |
| ------------- | ------------------------------------ | -------- | -------- |
|               | PCF                                  | 3 192    | 21,51 %  |
|               | RAD-PS                               | 3 602    | 24,28 %  |
| Roland Chiron | Liste de centre droite (CNIP-UDR-CD) | 8 041    | 54,20 %  |

### Annecy
Maire sortant : Charles Bosson (CD) 1954-1971
| Tête de liste  | Liste                                     | 1er tour | 1er tour | Sièges |
| Tête de liste  | Liste                                     | Voix     | %        | Sièges |
| -------------- | ----------------------------------------- | -------- | -------- | ------ |
|                | Union de la gauche (PS - PCF - PSU - RDG) |          | 18,7 %   |        |
| Charles Bosson | CD-DVG (PS/SFIO diss.)                    |          | 70 %     | 35     |
|                | UDR                                       |          | 11,2 %   |        |

### Arras
Maire sortant : Guy Mollet (SFIO puis PS) 1945-1971
| Tête de liste | Liste                                         | 1er tour | 1er tour | Sièges |
| Tête de liste | Liste                                         | Voix     | %        | Sièges |
| ------------- | --------------------------------------------- | -------- | -------- | ------ |
|               | "Pour une municipalité populaire" (PSU)       |          | 5,55 %   |        |
| Guy Mollet    | “Union de la gauche” (PS–PCF)                 |          | 52,50 %  |        |
| Jacquemont    | "Union pour le renouveau d'Arras" (CD-UDR-RI) |          | 41,95 %  |        |

### Aubervilliers
Maire sortant : André Karman (PCF) 1957-1971
| Tête de liste          | Liste                       | 1er tour | 1er tour | Sièges |
| Tête de liste          | Liste                       | Voix     | %        | Sièges |
| ---------------------- | --------------------------- | -------- | -------- | ------ |
| André Karman           | PCF-Union de la gauche (PS) | 12 848   | 67,28 %  |        |
| Michel Artiges         | CD                          | 1 941    | 10,16 %  |        |
| P. Champetier de Ribes | (UDR-RI)                    | 4 308    | 22,56 %  |        |

- Inscrits : 30685. Votants : 19708 Exprimés : 19097

### Aulnay-sous-Bois
Maire sortant : Louis Solbès (PCF) 1965-1971
| Tête de liste    | Liste                       | 1er tour | 1er tour | Sièges |
| Tête de liste    | Liste                       | Voix     | %        | Sièges |
| ---------------- | --------------------------- | -------- | -------- | ------ |
|                  | PSU-LO                      |          |          |        |
| Robert Ballanger | Union de la gauche (PCF-PS) |          | 56 %     |        |
|                  | UDR-RI-CD                   |          |          |        |

### Besançon
Maire sortant : Jean Minjoz (PS) 1953-1971
| Tête de liste | Liste                               | 1er tour | 1er tour | Sièges |
| Tête de liste | Liste                               | Voix     | %        | Sièges |
| ------------- | ----------------------------------- | -------- | -------- | ------ |
|               | PCF - PSU                           |          | 14,9 %   |        |
| Jean Minjoz   | Liste sociale-centriste (PS-CD-RAD) |          | 51,7 %   |        |
|               | UDR-RI                              |          | 33,3 %   |        |

### Béziers
Maire sortant : Émile Claparède 1953-1967 et Pierre Brousse 1967-1971 (PRRS)
| Tête de liste  | Liste                                    | 1er tour | 1er tour | Sièges |
| Tête de liste  | Liste                                    | Voix     | %        | Sièges |
| -------------- | ---------------------------------------- | -------- | -------- | ------ |
| Verdier        | PCF                                      | 6 680    | 27,97 %  |        |
| Pierre Brousse | Liste sociale-centriste (RAD-PS-CD-CNIP) | 12 893   | 53,99 %  | 33     |
| Azam           | UDR                                      | 4 306    | 18,02 %  |        |

Maire: Pierre Brousse (PRRS puis Parti radical dit « valoisien »)

### Bordeaux
Maire sortant : Jacques Chaban-Delmas (UDR) 1947-1971
| Tête de liste         | Liste                                | 1er tour | 1er tour | Sièges |
| Tête de liste         | Liste                                | Voix     | %        | Sièges |
| --------------------- | ------------------------------------ | -------- | -------- | ------ |
| Barthélémy            | LO                                   |          | 2,65 %   |        |
| Depayre               | Union de la gauche (PS-PCF-RDG)      |          | 26,17 %  |        |
| Adrien Junca          | Liste modérée-centriste (CNIP diss.) |          | 9,24 %   |        |
| Jacques Chaban-Delmas | Union de la droite (UDR-RI-CD)       |          | 61,92 %  |        |

### Bourges
Maire sortant : Raymond Boisdé (RI-CNIP) 1959-1971
| Tête de liste  | Liste                                  | 1er tour | 1er tour | Sièges |
| Tête de liste  | Liste                                  | Voix     | %        | Sièges |
| -------------- | -------------------------------------- | -------- | -------- | ------ |
|                | Union de la gauche (PCF-PS)            |          | 40       |        |
| Raymond Boisdé | Liste du centre droit (RI/CNIP-UDR-CD) |          | 59       |        |

### Brest
Maire sortant : Georges Lombard (CNI) 1959-1971
| Tête de liste                                               | Tête de liste      | Liste          | Premier tour | Premier tour | Second tour | Second tour | Sièges | Sièges |
| Tête de liste                                               | Tête de liste      | Liste          | Voix         | %            | Voix        | %           | CM     |        |
| ----------------------------------------------------------- | ------------------ | -------------- | ------------ | ------------ | ----------- | ----------- | ------ | ------ |
|                                                             | Georges Lombard *  | CNI-CD-RI-Rad. | 24 056       | 44,80        | 30 063      | 55,67       | 37     |        |
| Liste d'entente pour le développement de Brest              |                    |                | 24 056       | 44,80        | 30 063      | 55,67       | 37     |        |
|                                                             | Michel de Bennetot | UDR            | 12 767       | 23,77        | 11 296      | 20,92       |        |        |
| Liste d'entente pour la rénovation de la gestion municipale |                    |                | 12 767       | 23,77        | 11 296      | 20,92       |        |        |
|                                                             | Louis Le Roux      | PCF            | 8 059        | 15,01        | 12 645      | 23,41       |        |        |
| Union pour une gestion sociale, moderne et démocratique     |                    |                | 8 059        | 15,01        | 12 645      | 23,41       |        |        |
|                                                             | Francis Le Blé     | PS             | 6 198        | 11,54        |             |             |        |        |
| Liste d'Action socialiste                                   |                    |                | 6 198        | 11,54        |             |             |        |        |
|                                                             | Michel Floc'h      | UDB            | 2 618        | 4,87         |             |             |        |        |
| Liste d'Union démocratique bretonne                         |                    |                | 2 618        | 4,87         |             |             |        |        |
|                                                             |                    |                |              |              |             |             |        |        |
| Inscrits                                                    | Inscrits           | Inscrits       | 84 917       | 100,00       | 84 917      | 100,00      |        |        |
| Abstentions                                                 | Abstentions        | Abstentions    | 30 488       | 35,90        | 29 918      | 35,23       |        |        |
| Votants                                                     | Votants            | Votants        | 54 429       | 64,10        | 54 999      | 64,77       |        |        |
| Nuls                                                        | Nuls               | Nuls           | 731          | 0,86         | 995         | 1,17        |        |        |
| Exprimés                                                    | Exprimés           | Exprimés       | 53 698       | 63,23        | 54 004      | 63,60       |        |        |
| * Liste du maire sortant                                    |                    |                |              |              |             |             |        |        |

Maire élu : Georges Lombard (CNI)

### Cambrai
| Tête de liste   | Liste | 1er tour | 1er tour | 2d tour | 2d tour | Sièges |
| Tête de liste   | Liste | Voix     | %        | Voix    | %       | Sièges |
| --------------- | ----- | -------- | -------- | ------- | ------- | ------ |
| Jacques Cluzot  | PCF   | 2 100    | 12,6 %   |         |         |        |
| Raymond Gernez  | PS    | 7 185    | 43,4 %   | 9 818   | 54,87 % |        |
| Jean Durieux    | RI-CD | 5 392    | 32,6 %   | 6 894   | 38,53 % |        |
| Francis Dehaine | UDR   | 1 894    | 11,4 %   | 1 179   | 6,58 %  |        |

### Châlons-sur-Marne
- Maire sortant : Jean Degraeve (RS puis UDR) 1965-1971

| Tête de liste | Liste                          | 1er tour | 1er tour | 2d tour | 2d tour | Sièges |
| Tête de liste | Liste                          | Voix     | %        | Voix    | %       | Sièges |
| ------------- | ------------------------------ | -------- | -------- | ------- | ------- | ------ |
| Jean Reyssier | Union de la gauche (PCF-PS)    |          | 48,4 %   |         |         |        |
| Jean Degraeve | Union de la droite (UDR-RI-CD) |          | 51,5 %   |         |         | 35     |

### Chambéry
- Maire sortant : Pierre Dumas ( UDR) 1965-1971

- J. Charmatz liste “d'Union de la Gauche pour une gestion sociale et démocratique” Parti communiste français (PCF) - Parti socialiste (PS) -Convention des institutions républicaines (CIR)
- P. Preau liste “Chambéry-demain” Groupe d'action municipale (GAM) - Parti socialiste unifié (PSU)
- Pierre Dumas liste de centre droite “d'Union pour le progrès de Chambery” Union des démocrates pour la République (UDR) - Centre national des indépendants et paysans (CNIP) - Centre démocrate (CD)

| Tête de liste | Liste                                                                          | 1er tour | 1er tour | Sièges |
| Tête de liste | Liste                                                                          | Voix     | %        | Sièges |
| ------------- | ------------------------------------------------------------------------------ | -------- | -------- | ------ |
| J. Charmatz   | “Union de la Gauche pour une gestion sociale et démocratique” ( PCF- PS - CIR) | 3,392    | 22,40 %  |        |
| P. Preau      | “Chambéry-demain” (PSU - GAM )                                                 | 2,860    | 18,90 %  |        |
| Pierre Dumas  | “Union pour le progrès de Chambery” (UDR - CD -CNIP)                           | 8,877    | 58,60 %  |        |

### Chartres
Maire sortant : Marcel Gaujard (MRP/CD) 1966-1971
| Tête de liste  | Liste                          | 1er tour | 1er tour | 2d tour | 2d tour | Sièges |
| Tête de liste  | Liste                          | Voix     | %        | Voix    | %       | Sièges |
| -------------- | ------------------------------ | -------- | -------- | ------- | ------- | ------ |
|                | Union de la Gauche (PCF-PS)    |          | 40,3 %   |         |         |        |
| Marcel Gaujard | Union de la droite (CD-UDR-RI) |          | 59,6 %   |         |         | 35     |

### Cherbourg
- Maire sortant : Jacques Hébert (UDR), maire UNR puis UDR de Cherbourg 1959-1971.

| Tête de liste  | Liste                                      | 1er tour | 1er tour | Sièges |
| Tête de liste  | Liste                                      | Voix     | %        | Sièges |
| -------------- | ------------------------------------------ | -------- | -------- | ------ |
| Louis Darinot  | Union de la gauche (PS–PCF-RAD)            | 5 315    | 46,63 %  |        |
| Jacques Hébert | “Action municipale et sociale” (UDR-RI-CD) | 6 083    | 53,36 %  | 27     |

Inscrits : 18 006. Votants : 11 872. Exprimés : 11 398. Participation : 65,93 %. Abstention : 34,07 %

### Dunkerque
Maire sortant : Claude Prouvoyeur (CNI puis apparenté UDR) 1966-1971
| Tête de liste     | Liste                                                                 | 1er tour | 1er tour | Sièges |
| Tête de liste     | Liste                                                                 | Voix     | %        | Sièges |
| ----------------- | --------------------------------------------------------------------- | -------- | -------- | ------ |
| Gérard Ehlers     | "Pour une gestion municipale, sociale, moderne et démocratique" (PCF) | 1 952    | 12,01 %  |        |
| Albert Denvers    | "Une équipe pour une grande Ville Dunkerque 77" (PS)                  | 5 559    | 34,22 %  |        |
| Claude Prouvoyeur | Union de la droite (UDR-RI-CD)                                        | 8 730    | 53,75 %  | 33     |

### Grenoble
- Maire sortant : Hubert Dubedout (Parti socialiste/GAM), maire de Grenoble 1965-1971.

- liste “d'Union de la Gauche” Parti communiste français (PCF)
- Hubert Dubedout liste “d'Union Socialiste et d'action municipale” Parti socialiste (PS) - Parti socialiste unifié (PSU) - Groupe d'action municipale (GAM) - Convention des institutions républicaines (CIR) la liste comprenait 17 PS, 10 PSU, 7 GAM, 2 CIR et 1 divers de gauche
- M. Cabanel liste “d'Entente et d'Action" Union des démocrates pour la République (UDR) - Union des jeunes pour le progrès (UJP) - Républicains indépendants (RI) - Centre démocrate (CD) - Centre démocratie et progrès (CDP) la liste comprenait 5 UFR, 2 UJP, 4 RI, 4 CD, 3 CDP et 19 sans étiquette

| Tête de liste    | Liste                                                            | 1er tour | 1er tour | 2d tour | 2d tour | Sièges |
| Tête de liste    | Liste                                                            | Voix     | %        | Voix    | %       | Sièges |
| ---------------- | ---------------------------------------------------------------- | -------- | -------- | ------- | ------- | ------ |
| Jean Giard       | “Union de la Gauche” (PCF)                                       |          | 20,5 %   |         |         |        |
| Hubert Dubedout  | "Union Socialiste et d'action municipale" (PS - PSU - GAM - CIR) |          | 41,5 %   |         | 55,36 % | 37     |
| Albert Michallon | “Entente et d'Action" (UDR - UJP - RI - CD - CDP)                |          | 37,88 %  |         | 44,63 % | -      |

### Laval
Maire sortant : Francis Le Basser (RPF puis UDR) 1945-46 et 1956-1971
|                                                                                      | Robert Buron | PS-RDG-CIR-O72 | 10 254 | 52,49  | 33 |  |  |  |
| Laval demain - Liste de renouveau municipal                                          |              |                | 10 254 | 52,49  | 33 |  |  |  |
|                                                                                      | Jean Raoux   | UDR-RI-CD      | 7 264  | 37,18  |    |  |  |  |
| Laval Expansion                                                                      |              |                | 7 264  | 37,18  |    |  |  |  |
|                                                                                      | Paul Paris   | PCF            | 2 017  | 10,32  |    |  |  |  |
| Liste d'union pour une gestion sociale, moderne et démocratique de la ville de Laval |              |                | 2 017  | 10,32  |    |  |  |  |
|                                                                                      |              |                |        |        |    |  |  |  |
| Inscrits                                                                             | Inscrits     | Inscrits       | 26 050 | 100,00 |    |  |  |  |
| Abstentions                                                                          | Abstentions  | Abstentions    | 5 475  | 21,02  |    |  |  |  |
| Votants                                                                              | Votants      | Votants        | 20 575 | 78,98  |    |  |  |  |
| Nuls                                                                                 | Nuls         | Nuls           | 1 040  | 3,99   |    |  |  |  |
| Exprimés                                                                             | Exprimés     | Exprimés       | 19 535 | 74,99  |    |  |  |  |

Maire élu : Robert Buron (PS, ex-MRP)

### Le Creusot
Maire sortant : Henri Lacagne (UNR/UDR) 1966-1971
| Tête de liste | Liste                             | 1er tour | 1er tour | Sièges |
| Tête de liste | Liste                             | Voix     | %        | Sièges |
| ------------- | --------------------------------- | -------- | -------- | ------ |
|               | Union de la gauche (PCF- PS- PSU) |          | 37,4 %   |        |
| Henri Lacagne | ”Éntente communale” (UDR-RI-CD)   |          | 62,5 %   |        |

### Le Havre
- André Duroméa, liste « d’Union de la Gauche » : Parti communiste français (PCF) - Parti socialiste (PS) - Parti socialiste unifié (PSU) - Radicaux de gauche - Convention des institutions républicaines (CIR)
- R. Hirsch, liste de centre droite : Union des démocrates pour la République (UDR) - Centre démocrate (CD) - Républicains indépendants (RI)

Inscrits : 117107. Exprimés : 88746
| Tête de liste | Liste                                   | 1er tour | 1er tour | Sièges                                              |
| Tête de liste | Liste                                   | Voix     | %        | Sièges                                              |
| ------------- | --------------------------------------- | -------- | -------- | --------------------------------------------------- |
| André Duroméa | Union de la gauche (PCF-PS-PSU-RDG-CIR) |          | 59,76 %  | 39 (PCF : 20, PS : 6, RDG : 4, CIR: 3, DVG/PSU : 6) |
| Robert Hirsch | Union de la droite (UDR-CD-RI)          |          | 40,23 %  |                                                     |

### Lens
Maire sortant : Ernest Schaffner 1947-1966 puis André Delelis 1966-1971 (PS)
| Tête de liste      | Liste  | 1er tour | 1er tour | Sièges |
| Tête de liste      | Liste  | Voix     | %        | Sièges |
| ------------------ | ------ | -------- | -------- | ------ |
| Marcel Barrois     | PCF    | 3 602    | 20,19 %  |        |
| André Delelis      | PS/CD  | 12 419   | 69,64 %  | 33     |
| Gaston Van Brabant | UDR-RI | 1 812    | 10,15 %  |        |

### Lille
Maire sortant : Augustin Laurent (PS) 1955-1971
| Tête de liste          | Liste                             | 1er tour | 1er tour | 2d tour | 2d tour | Sièges |
| Tête de liste          | Liste                             | Voix     | %        | Voix    | %       | Sièges |
| ---------------------- | --------------------------------- | -------- | -------- | ------- | ------- | ------ |
| Hector Viron           | PCF                               |          | 15 %     |         |         |        |
| Gérard Minet           | PSU                               |          | 5 %      |         |         |        |
| Augustin Laurent       | PS                                |          | 40,7 %   |         | 55 %    |        |
| François-Xavier Ortoli | Liste de centre droit (UDR-CD-RI) |          | 39,2 %   |         | 44 %    |        |

### Limoges
Maire sortant : Louis Longequeue (PS) 1956-1977
| Tête de liste    | Liste                             | 1er tour | 1er tour | 2d tour | 2d tour | Sièges |
| Tête de liste    | Liste                             | Voix     | %        | Voix    | %       | Sièges |
| ---------------- | --------------------------------- | -------- | -------- | ------- | ------- | ------ |
| Alphonse Denis   | PCF-PSU                           |          | 29,02 %  |         |         |        |
| Louis Longequeue | PS-CIR                            |          | 44,63 %  |         | 66,47 % |        |
| Louis Maury      | Liste de centre droit (RI-UDR-CD) |          | 26,35 %  |         | 33,52 % |        |

### Lorient
Maire sortant : Yves Allainmat (SFIO puis PS) 1965-1971
|                                                             | Yves Allainmat * | PS-PCF-PSU (UG) | 17 509 | 64,93  | 37 |  |  |  |
| Liste d'union démocratique et sociale                       |                  |                 | 17 509 | 64,93  | 37 |  |  |  |
|                                                             | Roger de Vitton  | RI-UDR          | 9 456  | 35,06  |    |  |  |  |
| Liste d'entente pour l'expansion et le renouveau de Lorient |                  |                 | 9 456  | 35,06  |    |  |  |  |
|                                                             |                  |                 |        |        |    |  |  |  |
| Inscrits                                                    | Inscrits         | Inscrits        | 38 930 | 100,00 |    |  |  |  |
| Abstentions                                                 | Abstentions      | Abstentions     | 11 391 | 29,26  |    |  |  |  |
| Votants                                                     | Votants          | Votants         | 27 539 | 70,74  |    |  |  |  |
| Nuls                                                        | Nuls             | Nuls            | 574    | 1,47   |    |  |  |  |
| Exprimés                                                    | Exprimés         | Exprimés        | 26 965 | 69,26  |    |  |  |  |
| * Liste du maire sortant                                    |                  |                 |        |        |    |  |  |  |

Maire élu : Yves Allainmat (PS)

### Marseille
- Maire sortant : Gaston Defferre (PS) 1953-1971

- Lazzarino, Parti communiste français (PCF)
- Gaston Defferre, liste sociale-centriste “Union pour l'avenir de Marseille” (Parti socialiste (PS) - Parti républicain, radical et radical-socialiste (Radicaux)
- Birri, Liste UDT (Gaullistes de gauche)
- Comiti, “Contrat pour Marseille” Union des démocrates pour la République (UDR)
- Moreau, liste de Extrême droite

| Tête de liste   | Liste                                                   | 1er tour | 1er tour | 2d tour | 2d tour | Sièges |
| Tête de liste   | Liste                                                   | Voix     | %        | Voix    | %       | Sièges |
| --------------- | ------------------------------------------------------- | -------- | -------- | ------- | ------- | ------ |
| Matalon-Billoux | PCF                                                     | 71 725   | 27,7 %   |         |         |        |
| Gaston Defferre | “Défense et expansion de Marseille” (PS-RI/CNIP-CD-RAD) | 114 382  | 44,2 %   |         |         |        |
| Birri           | UDT (Gaullistes de gauche)                              | 2 095    | 0,8 %    |         |         |        |
| Joseph Comiti   | “Contrat pour Marseille” (UDR)                          | 69 911   | 27,0 %   |         |         |        |
| Moreau          | Extrême droite                                          | 530      | 0,2 %    |         |         |        |

- Premier tour : Inscrits : 447128 Votants : 263977 Exprimés : 258643
- Second tour : maire Gaston Defferre, coalition socialocentriste PS-CNI/RI-CD-Rad.

### Montluçon
Maire sortant : Jean Nègre, (PSD/exSFIO))
- Henri Védrines, Parti communiste français (PCF)
- Roger Southon, Parti socialiste (France) (PS)
- Jean Nègre, " Union républicaine et socialiste pour la prospérité et l'expansion de Montluçon" Parti social-démocrate (PSD) -Union des démocrates pour la République (UDR) -Centre national des indépendants et paysans (CNIP) -Centre démocrate (CD) -Parti républicain, radical et radical-socialiste (PRRRS)
- liste Union des démocrates pour la République (UDR) -Républicains indépendants (RI)

| Tête de liste  | Liste                    | 1er tour | 1er tour | 2d tour | 2d tour | Sièges |
| Tête de liste  | Liste                    | Voix     | %        | Voix    | %       | Sièges |
| -------------- | ------------------------ | -------- | -------- | ------- | ------- | ------ |
| Henri Védrines | PCF                      |          |          |         |         |        |
| Roger Southon  | PS                       |          |          |         |         |        |
| Jean Nègre     | PSD-CD-CNIP-Radicaux     |          |          |         |         |        |
|                | Liste de droite (UDR-RI) |          |          |         |         |        |

### Moulins
Maire sortant : Jacques Pligot (CNIP) 1959-1971
| Tête de liste  | Liste                         | 1er tour | 1er tour | 2d tour | 2d tour | Sièges |
| Tête de liste  | Liste                         | Voix     | %        | Voix    | %       | Sièges |
| -------------- | ----------------------------- | -------- | -------- | ------- | ------- | ------ |
| Robert Moulin  | PCF                           |          | 26,0 %   |         |         |        |
| Fernand Dessus | PS                            |          | 16,20 %  |         |         |        |
| Hector Rolland | Liste de droite (UDR-CD-CNIP) |          | 57,70 %  |         |         |        |

### Nanterre
Maire sortant : Raymond Barbet (PCF) 1935-1971
| Tête de liste  | Liste                              | 1er tour | 1er tour | Sièges |
| Tête de liste  | Liste                              | Voix     | %        | Sièges |
| -------------- | ---------------------------------- | -------- | -------- | ------ |
| Raymond Barbet | Union de la gauche (PCF-PS)        |          | 63,74 %  |        |
|                | Liste de centre droite (CD-UDR-RI) |          | 36,25 %  |        |

### Nantes
Maire sortant : André Morice (CR) 1964-1977
|                                                                 | André Morice * | CR-PS-CD-CNIP | 51 423  | 58,18  | 37 |  |  |  |
| Liste d'union pour l'expansion de l'avenir de Nantes            |                |               | 51 423  | 58,18  | 37 |  |  |  |
|                                                                 | Albert Dassié  | UDR-RI        | 23 199  | 26,23  |    |  |  |  |
| Nantes demain                                                   |                |               | 23 199  | 26,23  |    |  |  |  |
|                                                                 | Michel Moreau  | PCF-DVG       | 13 758  | 15,56  |    |  |  |  |
| Liste d'union pour une gestion sociale, moderne et démocratique |                |               | 13 758  | 15,56  |    |  |  |  |
|                                                                 |                |               |         |        |    |  |  |  |
| Inscrits                                                        | Inscrits       | Inscrits      | 147 491 | 100,00 |    |  |  |  |
| Abstentions                                                     | Abstentions    | Abstentions   | 57 501  | 38,98  |    |  |  |  |
| Votants                                                         | Votants        | Votants       | 89 990  | 61,01  |    |  |  |  |
| Nuls                                                            | Nuls           | Nuls          | 1 610   | 1,09   |    |  |  |  |
| Exprimés                                                        | Exprimés       | Exprimés      | 88 380  | 59,92  |    |  |  |  |
| * Liste du maire sortant                                        |                |               |         |        |    |  |  |  |

### Nevers
Maire sortant : Jean-Louis Ramey (UNR puis UDR) 1959-1971
| Tête de liste    | Liste                              | 1er tour | 1er tour | Sièges |
| Tête de liste    | Liste                              | Voix     | %        | Sièges |
| ---------------- | ---------------------------------- | -------- | -------- | ------ |
| Daniel Benoist   | Union de la gauche (PS-PCF)        | 11 076   | 57,26 %  | 33     |
| Jean-Louis Ramey | Liste de centre droite (UDR-CD-RI) | 8 266    | 42,73 %  |        |

Nouveau maire: Daniel Benoist (PS)

### Nice
Maire sortant : Jacques Médecin (CR) 1965-1971
| Tête de liste     | Liste             | 1er tour | 1er tour | Sièges |
| Tête de liste     | Liste             | Voix     | %        | Sièges |
| ----------------- | ----------------- | -------- | -------- | ------ |
| Virgile Pasquetti | PCF               | 31 383   | 27,85 %  |        |
| Fernand Icart     | RI-UDR            |          | 22,01 %  |        |
| Jacques Médecin   | CR-CD-RAD-CNIP-PS | 56 491   | 50,14 %  |        |

### Nîmes
Maire sortant : Émile Jourdan (PCF) 1965-1971
| Tête de liste  | Liste                             | 1er tour | 1er tour | 2d tour | 2d tour | Sièges |
| Tête de liste  | Liste                             | Voix     | %        | Voix    | %       | Sièges |
| -------------- | --------------------------------- | -------- | -------- | ------- | ------- | ------ |
| Émile Jourdan  | Union de la gauche (PCF–PS-PSU)   |          | %        | 24 660  | 51,92 % | 37     |
| Robert Bréchon | GAM-PS diss.                      |          | %        |         |         |        |
| Paul Tondut    | Liste de centre droit (UDR-CD-RI) |          | %        | 22 829  | 48,07 % |        |

### Niort
Maire sortant : Émile Bèche (SFIO puis PS) 1957-1971
| Tête de liste | Liste                           | 1er tour | 1er tour | Sièges |
| Tête de liste | Liste                           | Voix     | %        | Sièges |
| ------------- | ------------------------------- | -------- | -------- | ------ |
| René Gaillard | Union de la gauche (PS-PCF-PSU) | 10 488   | 51,02 %  |        |
|               | DVD                             | 10 068   | 48,97 %  |        |

### Paris
| Tête de liste | Liste                                                                           | 1er tour | 1er tour | 2d tour | 2d tour | Sièges                                           |
| Tête de liste | Liste                                                                           | Voix     | %        | Voix    | %       | Sièges                                           |
| ------------- | ------------------------------------------------------------------------------- | -------- | -------- | ------- | ------- | ------------------------------------------------ |
|               | “Paris aux travailleurs” (PSU-LO)                                               |          | 6,30 %   |         |         |                                                  |
|               | Liste de gauche “Union Democratique” (PCF-PS-CIR-RDG-O72)                       |          | 28,48 %  |         | 38,37 % | 31 (PCF : 20, PS : 7, CIR 2, RDG : 2)            |
|               | Autres                                                                          |          | 0,92 %   |         |         |                                                  |
|               | Liste centriste “Paris pour tous les parisiens”/”Libertés de Paris” (CD-CR-RAD) |          | 18,72 %  |         | 9,94 %  | 13                                               |
|               | Liste “Paris-Majorité” (UDR-RI-CDP-CNIP-DVC)                                    |          | 43 %     |         | 51,67 % | 46 (UDR : 31, RI : 7, CDP : 4, DVC : 3, CNI : 1) |
|               | Extrême droite                                                                  |          | 2,57 %   |         |         |                                                  |

### Pau
Maire sortant : Louis Sallenave (Centre droit) 1947-1971
| Tête de liste     | Liste                          | 1er tour | 1er tour | 2d tour | 2d tour | Sièges |
| Tête de liste     | Liste                          | Voix     | %        | Voix    | %       | Sièges |
| ----------------- | ------------------------------ | -------- | -------- | ------- | ------- | ------ |
| Louis Cluchague   | PCF                            | 2 192    | 9,1 %    |         |         |        |
| André Labarrère   | Gauche non communiste (PS-DVG) | 8 929    | 37,2 %   | 14 091  | 52,95 % | 37     |
| Nicolas Inchauspé | Gaulliste dissident            | 3 076    | 12,8 %   |         |         |        |
| Pierre Sallenave  | Majorité (CNIP-UDR-RI)         | 9 777    | 40,8 %   | 12 522  | 47,05 % |        |

### Poitiers
- Maire sortant : Pierre Vertadier (UDR) 1965-1971

Principaux candidats
- Tony Lainé, liste de gauche : Union pour une gestion moderne, sociale et democratique” Parti communiste français (PCF) - Parti socialiste (PS) - Parti socialiste unifié (PSU)
- Pierre Vertadier, liste de centre droit : Union pour la défense de la République (UDR) - Centre démocrate (CD) - Républicains indépendants (RI)

| Tête de liste    | Liste                                                                   | 1er tour | 1er tour | Sièges |
| Tête de liste    | Liste                                                                   | Voix     | %        | Sièges |
| ---------------- | ----------------------------------------------------------------------- | -------- | -------- | ------ |
| Tony Lainé       | “Union pour une gestion moderne, sociale et democratique” ( PCF-PS-PSU) | 6,597    | 33,82 %  |        |
| Pierre Vertadier | Liste de centre droite (UDR-CD-RI)                                      | 13,611   | 66,17 %  | 37     |

Inscrits 35.169, votants 22.794, exprimés 20.568, Nuls et blancs 2.229

### Privas
Maire sortant : Pierre-Marie Chaix (RI) 1965-1971
| Tête de liste      | Liste      | 1er tour | 1er tour | Sièges |
| Tête de liste      | Liste      | Voix     | %        | Sièges |
| ------------------ | ---------- | -------- | -------- | ------ |
| Pierre-Marie Chaix | RI-UDR-DVD | 1 941    | 57,55 %  | 23     |
| Fernand Dessus     | PS         | 925      | 27,42 %  |        |
| Robert Moulin      | PCF        | 507      | 15,03 %  |        |

- Premier tour : Inscrits : 4950 Exprimés : 3545 Nuls : 95

### Rennes
Maire sortant : Henri Fréville (CDP) 1953-1971
|                                                                                          | Henri Fréville *                                                | CDP-CD-UDR-RI-CNIP | 31 178 | 58,03  | 37 |  |  |  |
| Liste d'entente républicaine pour le développement et la promotion de la Ville de Rennes |                                                                 |                    | 31 178 | 58,03  | 37 |  |  |  |
|                                                                                          | Thérèse Caillaud - Pierre-Yves Heurtin - Jean-Pierre Planckaert | PSU-PS-CIR-O72     | 13 505 | 25,14  |    |  |  |  |
| Rennes socialiste                                                                        |                                                                 |                    | 13 505 | 25,14  |    |  |  |  |
|                                                                                          | Yves Brault                                                     | PCF                | 9 043  | 16,83  |    |  |  |  |
| Liste d'union pour une gestion sociale, moderne et démocratique                          |                                                                 |                    | 9 043  | 16,83  |    |  |  |  |
|                                                                                          |                                                                 |                    |        |        |    |  |  |  |
| Inscrits                                                                                 | Inscrits                                                        | Inscrits           | 97 121 | 100,00 |    |  |  |  |
| Abstentions                                                                              | Abstentions                                                     | Abstentions        | 41 191 | 42,41  |    |  |  |  |
| Votants                                                                                  | Votants                                                         | Votants            | 55 930 | 57,59  |    |  |  |  |
| Nuls                                                                                     | Nuls                                                            | Nuls               | 2 204  | 2,27   |    |  |  |  |
| Exprimés                                                                                 | Exprimés                                                        | Exprimés           | 53 726 | 55,32  |    |  |  |  |
| * Liste du maire sortant                                                                 |                                                                 |                    |        |        |    |  |  |  |

Maire élu : Henri Fréville (CDP)

### Roubaix
Maire sortant : Victor Provo (SFIO/PS) 1945-1971
Principaux candidats
- Gustave Ansart, liste du Parti communiste français (PCF)
- Debeken, liste du Parti socialiste unifié (PSU)
- Victor Provo (PS), liste de centre gauche : Parti socialiste (PS) - Centre démocrate (CD)
- M. Lécluse (CDP), liste de centre droit : Centre démocratie et progrès (CDP) - Union des démocrates pour la République (UDR) - Républicains indépendants (RI)

| Tête de liste  | Liste                              | 1er tour | 1er tour | Sièges |
| Tête de liste  | Liste                              | Voix     | %        | Sièges |
| -------------- | ---------------------------------- | -------- | -------- | ------ |
| Gustave Ansart | PCF                                | 6 426    | 16,7 %   |        |
| Debeken        | PSU                                | 1 728    | 4,5 %    |        |
| Victor Provo   | Liste de centre gauche (PS-CD)     | 20 501   | 53,3 %   |        |
| M. Lécluse     | Liste de centre droit (CDP-UDR-RI) | 9 744    | 25,4 %   |        |

- Premier tour : Inscrits : 54 874 - Exprimés : 38 399

### Rouen
Maire sortant : Jean Lecanuet (CD) 1968-1971
| Tête de liste   | Liste                                   | 1er tour | 1er tour | Sièges |
| Tête de liste   | Liste                                   | Voix     | %        | Sièges |
| --------------- | --------------------------------------- | -------- | -------- | ------ |
| Victor Blot     | "Union de la gauche" (PCF/PSU)          |          | 25,9 %   |        |
| Jean Lecanuet   | ”Mieux Vivre à Rouen” (CD-PSD-RAD-CNIP) |          | 53,1 %   |        |
| Roger Dusseaulx | “Rouen Majorité” (UDR/RI)               |          | 20,9 %   |        |

### Saint-Brieuc
Maire sortant : Yves Le Foll (PSU) 1965-1971
|                                                      | Yves Le Foll * | PSU-PCF-PS (UG) | 11 959 | 55,86  | 33 |  |  |  |
| Liste d'union des gauches                            |                |                 | 11 959 | 55,86  | 33 |  |  |  |
|                                                      | Jean Le Garzic | CD-UDR-RI       | 9 448  | 44,13  |    |  |  |  |
| Liste d'union pour l'expansion économique et sociale |                |                 | 9 448  | 44,13  |    |  |  |  |
|                                                      |                |                 |        |        |    |  |  |  |
| Inscrits                                             | Inscrits       | Inscrits        | 28 894 | 100,00 |    |  |  |  |
| Abstentions                                          | Abstentions    | Abstentions     | 6 720  | 23,26  |    |  |  |  |
| Votants                                              | Votants        | Votants         | 22 174 | 76,74  |    |  |  |  |
| Nuls                                                 | Nuls           | Nuls            | 767    | 2,65   |    |  |  |  |
| Exprimés                                             | Exprimés       | Exprimés        | 21 407 | 74,09  |    |  |  |  |
| * Liste du maire sortant                             |                |                 |        |        |    |  |  |  |

Maire élu : Yves Le Foll (PSU)

### Saint-Étienne
Maire sortant : Michel Durafour (RAD) 1964-1977
| Tête de liste   | Liste                            | 1er tour | 1er tour | 2d tour | 2d tour | Sièges |
| Tête de liste   | Liste                            | Voix     | %        | Voix    | %       | Sièges |
| --------------- | -------------------------------- | -------- | -------- | ------- | ------- | ------ |
| Michel Olagnier | Union de la gauche (PCF-PS-RG)   | 15 822   | 22,36 %  | 15 606  | 22,63 % |        |
|                 | PSU                              | 3 864    | 5,46 %   |         |         |        |
| Michel Durafour | Liste centriste (PR-CD-CDP-CNIP) | 31 162   | 44,04 %  | 37 042  | 53,73 % | 45     |
| Lucien Neuwirth | Liste de la Majorité (UDR-RI)    | 19 896   | 28,12 %  | 16 289  | 23,62 % |        |

### Tarbes
| Tête de liste | Liste                              | 1er tour | 1er tour | 2d tour | 2d tour | Sièges |
| Tête de liste | Liste                              | Voix     | %        | Voix    | %       | Sièges |
| ------------- | ---------------------------------- | -------- | -------- | ------- | ------- | ------ |
|               | PCF                                |          |          |         | 44,7    |        |
|               | PS                                 |          |          |         |         |        |
| Paul Boyrie   | Liste de centre droite (RI-UDR-CD) |          |          |         | 55,2    | 35     |

### Toulouse
- Maire sortant : Louis Bazerque (SFIO puis PS) 1958-1971

| Tête de liste                                       | Tête de liste    | Liste                   | Premier tour | Premier tour | Second tour | Second tour | Sièges | Sièges |
| Tête de liste                                       | Tête de liste    | Liste                   | Voix         | %            | Voix        | %           | CM     |        |
| --------------------------------------------------- | ---------------- | ----------------------- | ------------ | ------------ | ----------- | ----------- | ------ | ------ |
|                                                     | Pierre Baudis    | RI-UDR-CD-CNI           | 48 521       | 42,72        | 70 443      | 57,02       |        |        |
| Toulouse pour tous                                  |                  |                         | 48 521       | 42,72        | 70 443      | 57,02       |        |        |
|                                                     | Louis Bazerque * | PS-RDG                  | 35 730       | 31,46        | 53 091      | 42,98       |        |        |
| Liste pour la permanence de Toulouse                |                  |                         | 35 730       | 31,46        | 53 091      | 42,98       |        |        |
|                                                     | Jean Llante      | PCF-PSU-CIR             | 25 329       | 22,30        |             |             |        |        |
| Union de gauche pour la démocratie et le socialisme |                  |                         | 25 329       | 22,30        |             |             |        |        |
|                                                     | René Segond      | Gaull.prog. (UDR diss.) | 3 992        | 3,51         |             |             |        |        |
| Toulouse Renouveau                                  |                  |                         | 3 992        | 3,51         |             |             |        |        |
|                                                     |                  |                         |              |              |             |             |        |        |

### Valence
- Maire sortant : Jean Perdrix ( Radical-socialiste) 1965-1971

Principaux candidats
- Mme Allegret, liste “Union pour une gestion municipale sociale, moderne et démocratique” : Parti communiste français (PCF)
- Labregère, liste “Valence Renoveau” : Parti socialiste (PS) - Groupe d'étude et d'action municipales (GEAM) - Parti socialiste unifié (PSU) - CIR et comprenait 11 PS, 11 GEAM, 7 PSU, 1 CIR et 7 sans étiquette
- Guy Alès, liste “Valence Expansion d'Entente et d'action municipale" : Union centriste - Parti radical (RAD) - Parti socialiste diss. (PS)
- Roger Ribadeau-Dumas, liste “d'Union pour l'expansión de Valence” : Union des démocrates pour la République (UDR)

| Tête de liste        | Liste                                                                      | 1er tour | 1er tour | 2d tour | 2d tour | Sièges  |
| Tête de liste        | Liste                                                                      | Voix     | %        | Voix    | %       | Sièges  |
| -------------------- | -------------------------------------------------------------------------- | -------- | -------- | ------- | ------- | ------- |
| Allegret             | “Union pour une gestion municipale sociale, moderne et démocratique” (PCF) | 3,841    | 20,50 %  | Retirée | Retirée | Retirée |
| Labregère            | « Valence Renouveau » (PS-PSU-GAM-CIR)                                     | 4,280    | 22,70 %  | 8,595   | 40,80 % | -       |
| Guy Alès             | “Valence Expansion” (RI - CD - CDP - RAD - PS diss.)                       | 4,349    | 22,90 %  | 3,808   | 18,20 % | -       |
| Roger Ribadeau-Dumas | UDR                                                                        | 6,442    | 33,80 %  | 8,622   | 41,0 %  | 37      |

### Vannes
Maire sortant : Raymond Marcellin (RI) 1965-1971
|                                                        | Raymond Marcellin * | RI-UDR      | 7 818  | 53,79  | 31 |  |  |  |
| Liste pour le développement de la ville de Vannes      |                     |             | 7 818  | 53,79  | 31 |  |  |  |
|                                                        | Michel Olivier      | PS          | 4 240  | 29,17  |    |  |  |  |
| Liste d'union des socialistes et démocrates de progrès |                     |             | 4 240  | 29,17  |    |  |  |  |
|                                                        | Jean Tanguy         | PCF         | 2 476  | 17,03  |    |  |  |  |
| Liste d'union démocratique et sociale                  |                     |             | 2 476  | 17,03  |    |  |  |  |
|                                                        |                     |             |        |        |    |  |  |  |
| Inscrits                                               | Inscrits            | Inscrits    | 20 467 | 100,00 |    |  |  |  |
| Abstentions                                            | Abstentions         | Abstentions | 5 573  | 27,23  |    |  |  |  |
| Votants                                                | Votants             | Votants     | 14 894 | 72,77  |    |  |  |  |
| Nuls                                                   | Nuls                | Nuls        | 360    | 1,76   |    |  |  |  |
| Exprimés                                               | Exprimés            | Exprimés    | 14 534 | 71,01  |    |  |  |  |
| * Liste du maire sortant                               |                     |             |        |        |    |  |  |  |

Maire élu : Raymond Marcellin (RI)

### Villeurbanne
Maire sortant : Étienne Gagnaire (PS puis PDS) 1947-1971
| Tête de liste    | Liste                       | 1er tour | 1er tour | Sièges |
| Tête de liste    | Liste                       | Voix     | %        | Sièges |
| ---------------- | --------------------------- | -------- | -------- | ------ |
|                  | Union de la gauche (PCF–PS) |          | 44,40 %  |        |
| Étienne Gagnaire | PDS (ex-PS/SFIO)-CD-CNIP    |          | 55,59 %  |        |